# Autour du piano
Autour du piano est un tableau d'Henri Fantin-Latour, qui fut exposé au Salon de 1885. Il est conservé au Musée d'Orsay à Paris.

## Contexte
Ce tableau est le dernier des quatre portraits de groupe que Fantin-Latour consacra à ses amis et célébrités du domaine artistique. Il fait ici référence aux concerts donnés par le groupe le petit Bayreuth formé par Antoine Lascoux. Exposé au Salon de la Société des artistes français  en 1885, il a été peint peu après qu'Edmond Maître eut entraîné Fantin-Latour à Londres, pour la saison de Wagner.
C'est Frédéric Bazille qui a présenté ses camarades à cet ami d'Edmond Maître.
Le peintre, malgré les trois précédents tableaux et de nombreuses natures mortes et bouquets de fleurs, n'avait pas obtenu le succès critique escompté. Il l'obtint enfin avec Autour du piano, d'abord conservé au musée du Luxembourg en 1915. Le tableau a ensuite été transféré à partir de 1927 au musée du Louvre, puis à la Galerie du Jeu de Paume à partir de 1947. Il est désormais conservé au musée d'Orsay. Le tableau a été exposé de nombreuses fois dans les rétrospectives Fantin-Latour. 
Les personnalités représentées sur la toile admiraient la musique de Richard Wagner, tout comme Antoine Lascoux. On les avait baptisés « les Wagnéristes ». Il fait partie d'un courant de peintures dites wagnériennes à un moment où, après la mort de Wagner, l'admiration pour le musicien allemand est à son comble. Sur le même sujet, Jacques-Émile Blanche a déjà peint un tableau : Au piano, portrait d'une jeune fille jouant Parsifal. Il y eut ainsi de nombreux peintres rangés sous l'étiquette peinture wagnérienne : Auguste Renoir, Degas, Monet, Cézanne, Redon, Puvis de Chavannes. Cependant, dès 1886, les mouvements anti-allemands ont empêché la représentation de Lohengrin à l'Opéra national de Paris que le peintre Gustave Boulanger menaçait d'envahir. 
Le tableau eut un vif succès lors de sa première exposition. Il a été depuis cette date, présenté dans plusieurs rétrospectives de Fantin-Latour, ou dans des expositions collectives :

## Description
Huit personnes sont représentées, autour d'un piano ; de gauche à droite :
- Assis : Emmanuel Chabrier au piano, Edmond Maître et, en retrait, Amédée Pigeon.
- Debout : Adolphe Jullien, Arthur Boisseau, Camille Benoît, Antoine Lascoux et Vincent d'Indy.